# UCAM Murcia Club de Fútbol
A Universidad Católica de Murcia Club de Fútbol é um clube de futebol espanhol da cidade de Múrcia da Região de Múrcia. Pertence à Universidad Catolica San Antonio, conhecida também como Universidade Católica de Múrcia (UCAM). A equipe disputa atualmente a Segunda divisão do Campeonato Espanhol.

## História
No ano de 1999 nasceu a Universidad Católica San Antonio de Murcia C. F., que competiu na Terceira  Divisão durante várias temporadas. Em 2004 fundou-se o Club de Fútbol Los Garres, que disputou  várias temporadas apenas na base. 
Na temporada 2006/2007 a equipe da base foi vendida ao Murcia Deportivo Club de Fútbol, mantendo esta denominação durante três temporadas. Já na temporada 2009/2010 o clube se mudou para Beniaján e passou a denominar-se Costa Cálida-Beniaján Club de Fútbol. Em 2010/2011 o time abandonou Beniaján para transferindo-se à Sangonera la Verde, mudando sua denominaçao para Costa Cálida-Sangonera Club de Fútbol.
Na temporada 2011/2012 a Universidade Católica San Antonio de Múrcia chega em um acordo de patrocínio, transformando o time em Universidad Católica de Murcia Club de Fútbol, e passando a mandar seus jogos desde então em Múrcia.